# 多米尼克·博迪

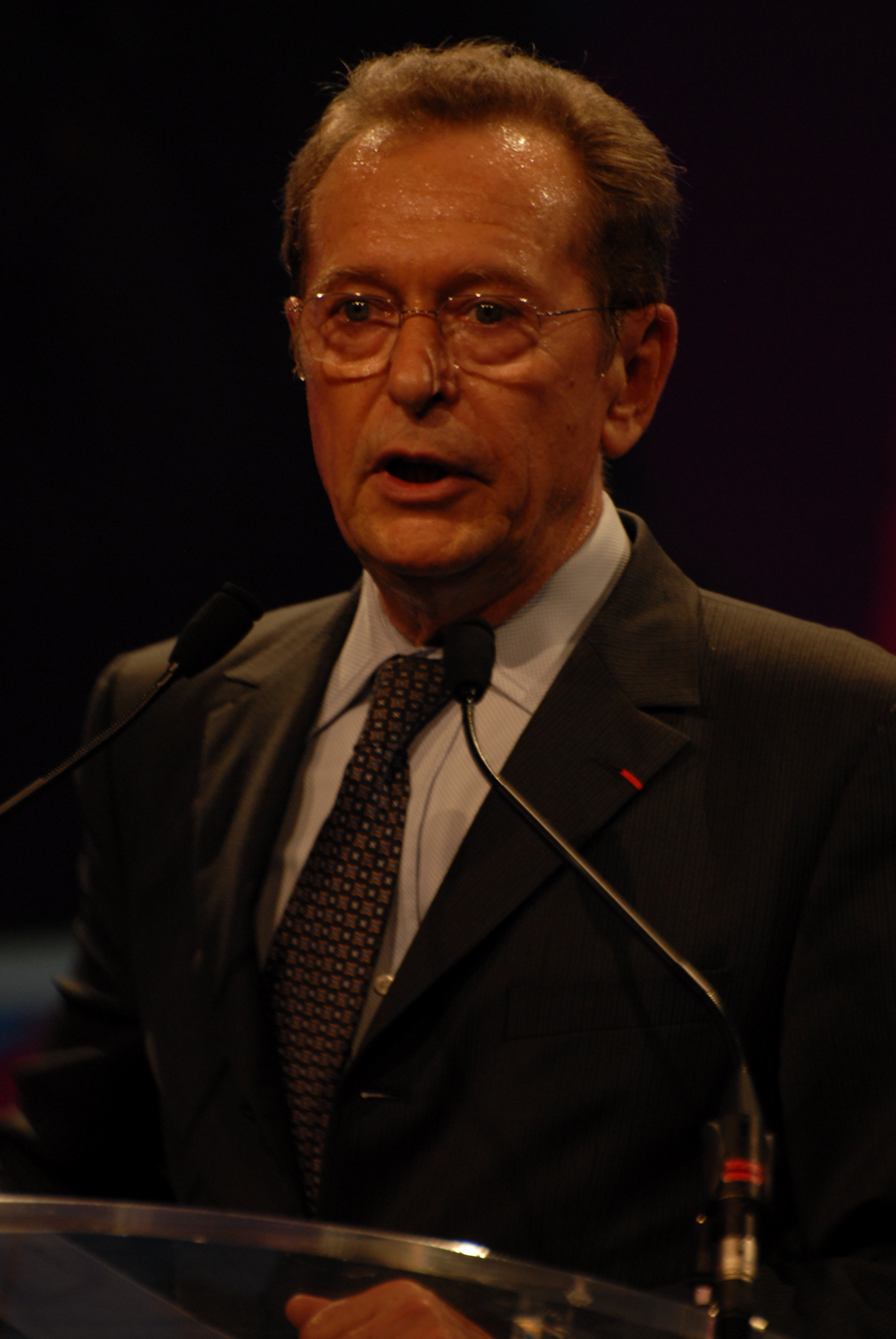
2008年多米尼克·博迪

多米尼克·博迪（法語：Dominique Baudis，1947年4月17日—2014年4月10日），是一名法国政治家、新闻家。1983年3月至2001年1月期间，他担任圖盧茲市長。他还是法国自由民主党成员，并领导了法国人民运动联盟。
2014年4月10日，他因癌症去世，享年66岁。